# Аршин
Арши́н:
- старорусская единица измерения длины.
1 аршин = 1/3 сажени = 4 четверти = 16 вершков = 28 дюймов = 0,7112 м (длина руки от кончиков пальцев до плеча);
- старорусский инструмент для измерения длины.
«Самый прут, палочка, тесьма ровно в эту меру» — Толковый словарь живого великорусского языка Даля.
«Линейка длиною в один аршин с нанесёнными на ней делениями, служащая для измерения. Деревянный а. Складной а.» — Толковый словарь русского языка Ушакова;

Другое название этой меры — шаг. В сотнях шагов был проградуирован прицел на винтовке образца 1891 года (Мосина), винтовке Бердана, пулемётах Максима и других системах, бывших на вооружении Русской императорской армии, хотя высоты на топографических картах указывались в саженях.

## Этимология
Слово происходит от османско-тур. arşın «мера длины в 0.68 м», которое, в свою очередь, персидского происхождения: пехл. ʾryšn arašn⁠ ← др.-перс. 𐎠𐎼𐏁𐎴𐎡 a-r-š-n-i ⁠arašni⁠ «локоть».

## История
Аршин упоминается в литературных источниках с середины XVI века. Во второй половине XVI века в торговле и промышленности аршин постепенно вытеснил другую естественную единицу длины — локоть. При этом длина аршина не была зафиксирована законодательно, и каждый купец имел возможность мерить своим аршином, что позже приобрело нарицательный смысл.
Позднее Алексей Михайлович, желая отвратить обман в мере, ввёл клеймёные железные аршины, которые продавались по 60 или по 70 копеек; но тогдашнее купечество жаловалось как на запрещение своих деревянных неклеймёных аршинов, так и на высокую, по его мнению, цену, наложенную на клеймёные. Некоторые писатели указывают это недовольство в числе других причин, произведших первый бунт в царствование Алексея Михайловича.
Пётр I приравнял аршин к 28 английским дюймам, но указ об этом утрачен. Прежний аршин был на полдюйма короче, как видно из измерения, выполненного в Швеции в 1740 году профессором Гассиусом, и из некоторых рукописей начала XVIII столетия. В одной из них сказано: в английском футе 12 пальцев, а в русском аршине 27 пальцев с полупальцем.
4 июня 1899 года «Положением о мерах и весах» аршин был узаконен в России в качестве основной меры длины.

## Пословицы и поговорки
- «Аршинными буквами» (писать) — крупно.
- Ходит (сидит, кланяется) «словно аршин проглотил» — не сгибаясь, навытяжку.
- «Аршин на кафтан, два на заплаты» (вычинка дороже вещи).
- «Аршин не солжёт» (мера — делу вера).
- «На свой аршин мерить».

## В литературе, в музыке
- «Умом Россию не понять,
Аршином общим не измерить» — Ф. И. Тютчев, 1866.
- «Сына Бог им дал в аршин» — А. С. Пушкин, «Сказка о царе Салтане», 1831.
- «Потом отошел аршина на три» — В. В. Набоков, «Король, дама, валет», 1928.
- «Тебе ж шитья пойдёт аршин — где деньги, Зин?» — Владимир Высоцкий, «Диалог у телевизора», 1973.
- «Сначала ты надежда и гордость,
потом о спину ломают аршин» — Борис Гребенщиков, «Феечка», 2003.

## Устаревшие слова
- Аршинник
  - мелочной торговец (тканями): «Что, самоварники, аршинники, жаловаться?» (Н. В. Гоголь, «Ревизор»);
  - прозвище сидельцев и калужан: «Калужане тесто на аршины продавали».
- Аршинничать — заниматься торговлею: нааршинничать — наторговать; проаршинничаться — проторговаться на «аршинном» товаре.

### Сноски
1. ↑  аршин // Этимологический словарь русского языка = Russisches etymologisches Wörterbuch : в 4 т. / авт.-сост. М. Фасмер ; пер. с нем. и доп. чл.‑кор. АН СССР О. Н. Трубачёва, под ред. и с предисл. проф. Б. А. Ларина. — Изд. 2-е, стер. — М. : Прогресс, 1986. — Т. I : А—Д. — С. 92.
2. ↑  Шостьин, 1975, с. 57.
3. ↑  Аршин // Энциклопедический лексикон: В 17 т. — СПб.: Тип. А. Плюшара, 1835—1841.